# Кричевський Василь Васильович
Кричевський Василь Васильович (18 березня 1901, Харків — 16 червня 1978, Маунтен-В'ю, Каліфорнія, США) — український архітектор, художник.

## Біографія
Син художника Василя Кричевського. Закінчив Київський художній інститут (1923). Працював на Одеській і Київській кіностудіях художніх фільмів, де оформив 16 кінокартин.
Серед них: «Комсомольці» (у співавторстві), «Село Веселе» (1929), «Контакт», «Земля» (1930), «Шлях вільний» (1932), у співавторстві), «Мак цвіте» (1934) та інші.
В 1949 році виїхав до США. Почесний член Об'єднання митців-українців в Америці (ОМУА), професор.

## Мистецька діяльність
Бере участь у збірних та персональних виставках, які влаштовує ОМУА.
Автор образу Божої Матері — Світлої Оселі Вигнанців Бездомних, який він подарував українській автокефальній церкві Св. Трійці при 21-ій вулиці в Нью-Йорку.
Унікальна колекція картин художника представлена в Музеї української діаспори у Києві.

## Родина
- донька Катерина (1926)